# Mohamed Saber
Mohamed Saber (* 4. September 1987 in Casablanca) ist ein marokkanischer Tennisspieler. Seit November 2015 hat er an keinem Turnier mehr teilgenommen.

## Karriere
Mohamed Saber spielt hauptsächlich auf der ATP Challenger Tour und der ITF Future Tour. Er feierte bislang vier Doppelsiege auf der Future Tour.
Seinen ersten Auftritt auf der ATP World Tour hatte er im Doppel zusammen mit Mehdi Ziadi beim Grand Prix Hassan II in seiner Heimatstadt Casablanca im April 2008. Dort gewannen die beiden überraschend die erste Runde, ehe sie im Viertelfinale an Agustín Calleri und Pablo Cuevas mit 6:7 und 5:7 scheiterten. In den Jahren 2009 sowie 2012 und 2013 verlor Saber jeweils an der Seite von Ziadi seine Auftaktspiele im Doppel an gleicher Stelle.